# TA29 (水雷艇)
「TA29」はドイツ海軍の水雷艇。ジェノバで建造中であったイタリアのアリエテ級水雷艇「エリダーノ (Eridano)」をイタリアの降伏により1943年9月にドイツが捕獲したものである。
ジェノバのアンサルド社で建造。1942年7月15日起工。1943年7月12日進水。1944年3月6日就役。第10水雷群に編入された。
「TA29」は機雷敷設任務に22回、偵察任務に26回、陸上砲撃任務に4回、護衛任務に2回従事した。
1944年4月2日から26日にかけて「TA23」、「TA26」、「TA27」、「TA28」、「TA29」のうちの2隻による機雷敷設作戦が合計10回行われた。
4月23日、「TA29」と「TA23」「TA26」はバスティアを砲撃。また魚雷5本も発射した。同じ3隻は4月25日にはカプライア島の南に機雷を敷設したが、帰路「TA23」が触雷し「TA26」が曳航した。その後アメリカ魚雷艇による攻撃や空襲があったものの被害はなかった。「TA23」は浸水のため進行不能となり、処分された。または、敵魚雷艇来襲のため「TA29」が魚雷で処分。
5月、第10水雷群（「TA24」、「TA29」、「TA30」）はリグリア海で4度の機雷敷設を行った。5月31日、「TA29」と「TA30」はアメリカ魚雷艇「PT304」、「PT306」、「PT307」と交戦した。
6月も機雷敷設作戦は続き、作戦中6月17-18日には「TA29」と「TA24」はアメリカおよびイギリスの魚雷艇など（「PT-207」、「MTB633」、「MTB640」、「MTB655」、「MGB658」または「PT207」、「MTB633」、「MTB655」、「MGB658」、「MGB663」）と交戦した。6月21日には「TA29」と「TA25」はリヴォルノ・ゴルゴーナ島間に機雷を敷設したが、帰路アメリカ魚雷艇の攻撃で「TA25」は撃沈された。
7月も第10水雷群による機雷敷設は行われ、敵魚雷艇との戦闘も発生した。7月25-26日と7月26日に「TA29」、「TA24」、「TA28」はマリーナ・ディ・ピサ・アルノ川河口間に対する砲撃作戦に従事。8月30-31日にも「TA29」、「TA24」、「TA32」で同様の艦砲射撃が実施された。
9月4日、アメリカ軍によるジェノバ空襲で損傷。
10月1日、機雷敷設作戦では「TA29」と「TA24」、「TA32」はジェノバを出撃し、途中でRボートと合流してサンレーモへと向かった。しかし、インペリアを過ぎたところでアメリカ駆逐艦「グリーヴス」と遭遇して攻撃を受け、作戦を断念。「TA29」と「TA24」の衝突事故が発生したものの、3隻は無事にジェノバへ戻った。
1945年3月17-18日夜、第10水雷群の残存艦3隻（「TA24」、「TA29」、「TA32」）はゴルゴーナ島の南やコルス岬の北へ機雷を敷設した。ジェノバへの帰路、第10水雷群はリヴォルノにあった連合国軍のレーダーに捕捉され、イギリス駆逐艦「ルックアウト」と「ミーティア」がその攻撃に向かった。まず第10水雷群は「ルックアウト」の攻撃を受けて「TA24」と「TA29」が被弾。落伍した「TA29」はその後も「ルックアウト」の砲撃を受け、沈没した。沈没地点は北緯43度36分、東経8度58分。戦死者は20名であった。「TA29」の反撃は正確ではあったものの主砲は命中せず、20㎜機銃ですぐに鎮火される火災を起こさせたにとどまった。この海戦では「TA24」も撃沈された。